# Neostylopyga quadrilobata
Neostylopyga quadrilobata är en kackerlacksart som först beskrevs av Brunner von Wattenwyl 1898.  Neostylopyga quadrilobata ingår i släktet Neostylopyga och familjen storkackerlackor. Inga underarter finns listade i Catalogue of Life.